# Esine

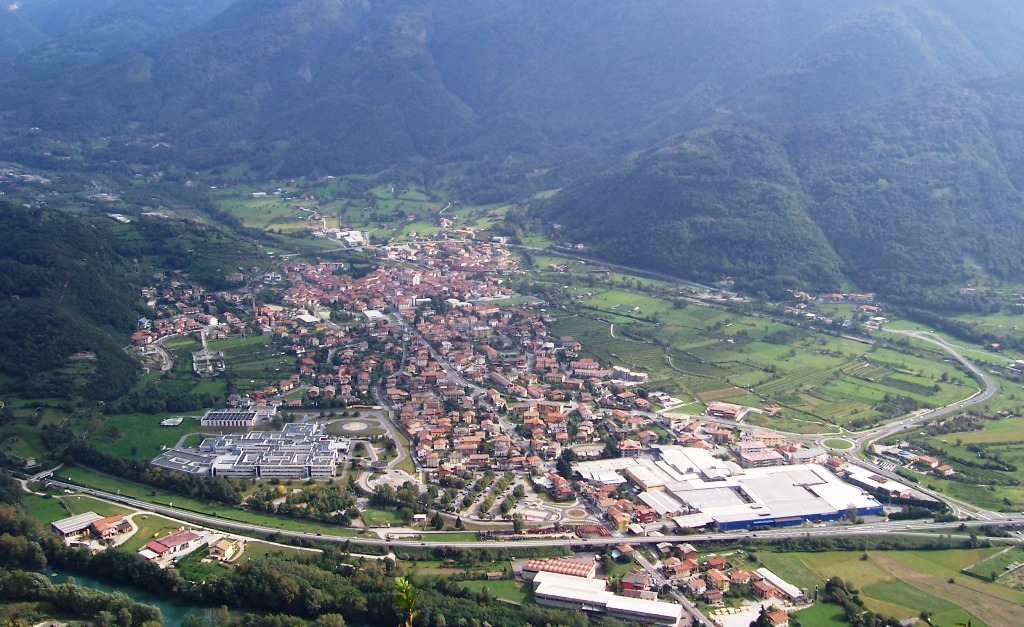
Panorama, Esine (2009)

Esine ist eine norditalienische Gemeinde (comune) mit 5058 Einwohnern (Stand 31. Dezember 2023) in der Provinz Brescia in der Lombardei. Die Gemeinde liegt etwa 43,5 Kilometer nördlich von Brescia im Val Camonica. Esine liegt zwischen Oglio und Grigna.

## Geschichte
Erstmals urkundlich erwähnt wird Esine Ende des 10. Jahrhunderts. Die Familien Beccagutti, Codaferri und Federici beherrschten von 1287 bis ins späte 14. Jahrhundert die Gemeinde.

## Verkehr
Durch Esine führt die Strada Statale 42 del Tonale e della Mendola von Treviglio Richtung Bozen. Ein Bahnhof besteht mit der Nachbargemeinde Cogno an der Bahnstrecke Brescia–Iseo–Edolo für das Teilstück von Pisogne nach Breno.

## Persönlichkeiten
- Roberto Rigali (* 1995), Sprinter
- Gloria Ioriatti (* 2000), Shorttrackerin
- Francesco Pernici (* 2003), Mittelstreckenläufer